# Annie Lesur
Pour les articles homonymes, voir Lesur.
Annie Lesur, née Anne-Marie Charpin le 28 mars 1926 à Saint-Honoré-les-Bains (Nièvre) et morte le 8 septembre 2021 dans le 14e arrondissement de Paris, est une femme politique et médecin française.

## Biographie
Elle est la fille de Paul Charpin, médecin généraliste,.
Elle étudie à la faculté de médecine de Paris. Docteur en médecine, elle s'investit comme son père dans la Résistance durant la Seconde Guerre mondiale puis dirige pendant dix ans le service d'anesthésie-réanimation à l'hôpital pénitentiaire de Fresnes, travaillant avec son mari chirurgien. Elle s'établit ensuite comme médecin anesthésiste à Bourg-la-Reine.
Elle est membre du Centre démocrate dès sa création en 1966, parti créé par Jean Lecanuet, que sa famille avait accueilli pendant la guerre. Secrétaire générale du mouvement, elle fonde aussi sa section féminine. Rejoignant ensuite le Centre des démocrates sociaux (CDS), formation succédant au Centre démocrate, elle est candidate aux élections législatives de 1973 dans la douzième circonscription des Hauts-de-Seine, mais choisit à l'issue du premier tour de se retirer au profit de Pierre Mazeaud.
Elle est secrétaire d’État à l'Enseignement préscolaire du 8 juin 1974 au 12 janvier 1976. Au début de la présidence de 	Valéry Giscard d'Estaing, dans le gouvernement de Jacques Chirac, elle est l'un des symboles de la féminisation de l'appareil gouvernemental menée par le chef de l'État, aux côtés de Simone Veil et Françoise Giroud. Son nom avait été suggéré par Jean Lecanuet, soutien de Valéry Giscard d'Estaing pendant la campagne présidentielle.
À son poste, elle crée des « milliers d’écoles maternelles, qui sont aujourd’hui entrées dans le cursus obligatoire » note son fils lors de sa nécrologie. Elle soutient aussi le projet de loi autorisant l'avortement, prenant la défense de sa collègue Simone Veil, laquelle est l'objet de virulentes critiques. En septembre 1974, elle porte un projet visant à séparer les enfants de plus de quatre ans de ceux de moins de quatre et de créer sous l'autorité des institutrices des postes d'aides éducatrices qui interviendraient ponctuellement en classe ; il est mal accueilli par la communauté éducative et donc non repris par le ministre de l'Éducation nationale René Haby, si bien que Le Monde note que jusqu'au remaniement de janvier 1976 qui voit Annie Lesur quitter son poste, « désormais, les questions importantes touchant l'école maternelle se traitaient chez le ministre lui-même. La suppression du secrétariat d'État ne fait qu'entériner cette situation ».
Son dernier engagement politique sera à la mairie de Paris, alors que Jacques Chirac est maire. À la fin de sa carrière, elle est inspectrice générale des affaires sociales.
Elle meurt en septembre 2021, âgée de 95 ans. Elle est inhumée au cimetière de Fours (Nièvre).

## Vie privée
Elle est l'épouse d'Adolphe Lesur, chirurgien, et a deux fils.

## Décorations
- Grand officier de l'ordre national du Mérite (2010)[7].
- Commandeur de la Légion d'honneur (2011)[8].
- Commandeur des Palmes académiques[2].